# Манджушрі

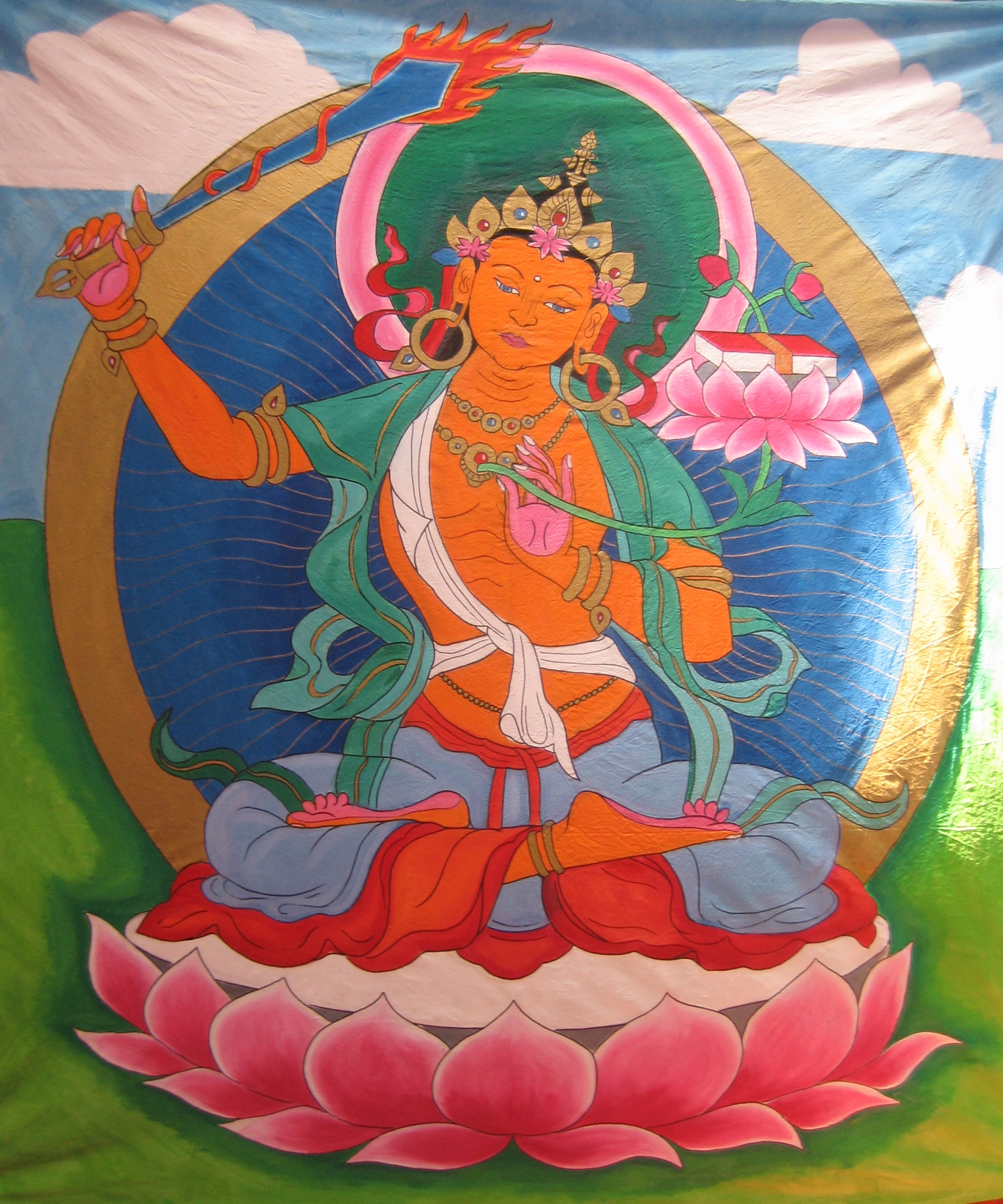
Манджушрі, малюнок

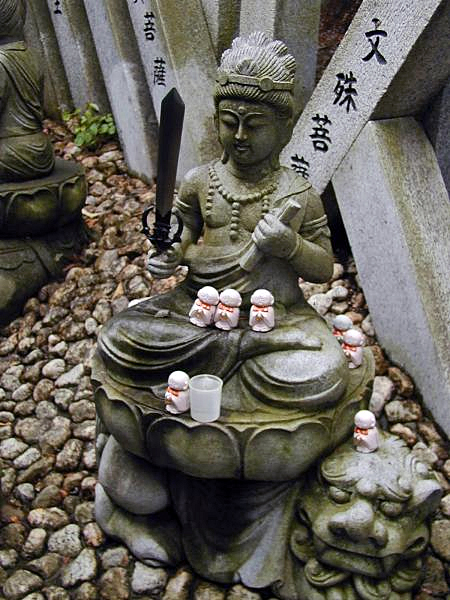
Бодгісаттва Манджушрі (Мондзю) в храмі Сенкодзі, префектура Хіросіма, м. Ономіті, Японія

Манджушрі, Маньджушрі (санскр. मञ्जुश्रीमञ्जुश्री, MañjuśrīIAST, «чудова слава», кит. спр. 文殊[師利], акад. Веньшу[шилі]), також Манджугхоша (санскр. मञ्जुघोषमञ्जुघोष, MañjughoṣaIAST, «чарівний голос»), Манджунатха (санскр. मञ्जुनाथमञ्जुनाथ, MañjunāthaIAST, «прекрасний заступник»), Вагішвара (санскр. वागीश्वरवागीश्वर, vāgīśvaraIAST, «господь мови») і т. д. — в буддизмі Махаяни і Ваджраяни бодгісаттва, «хранитель Раю на Сході», легендарний сподвижник Будди Гаутами. Манджушрі — провідник і вчитель будд минулого, духовний батько бодгісаттв. Його епітет — Кумарабхута (санскр. कुमारभूतकुमारभूत, kumārabhūtaIAST, «колишній принц»). Манджушрі вважається втіленням праджняпараміти, тобто вищої мудрості.
Згідно деяких традицій консортом (Яб-юм у поєднанні) є Сарасваті.

## Манджушрі в Махаяні
Манджушрі зустрічається вже у найдавнішій махаянській літературі, що дозволяє припустити, що його образ виник в останні століття до н. е. Манджушрі займає центральне місце в «Саддхармапундариці» (де він згадує діяння колишніх будд) і в «Вімалакіртінірдеші» (де він єдиний учень Шак'ямуні, що має рівну мудрість з бодгісаттвою Вімалакірті). У «Гандхав'юсі» Манджушрі — один з двох керівників 500 бодхісаттв і перший наставник головного героя цієї сутри — Судхани.
Згідно махаянській традиції, Манджушрі 70 міріад кальп тому був благочестивим королем в одній буддгакшетрі, яка знаходиться на сході (причому між цим світом і нашим світом — 7200 мільярдів світів). Він підняв дух просвітлення і вирішив бути бодгісаттвою в сансарі до тих пір, поки не залишиться жодної живої істоти, яка потребує порятунку.

## Манджушрі у Ваджраяні
Згідно традиції Ваджраяни Манджушрі разом з Авалокітешварою і Ваджрапані — один з трьох головних бодгісатв. Він — центральна фігура одного з найдавніших творів Ваджраяни — «Манджушрімулакальпи». Манджушрі уособлює мудрість, розум і волю. Зазвичай його зображують красивим індійським царевичем, що сидить на леві. У піднятій правій руці Манджушрі тримає палаючий меч (яким він розсіює морок невігластва), в лівій руці — лотос, на якому лежить сувій «Праджняпараміти сутри».
Гнівною еманацією Манджушрі вважають Махакалу.

## Культ Манджушрі
Культ Манджушрі був особливо популярним у Тибеті і в Китаї, де його образ зустрічається в багатьох легендах. У китайській традиції Манджушрі зветься Веньшу (кит.: 文殊文殊) (яп. Мондзю), у тибетській — Чжам-(д)пел. У Тибеті земним втіленням Манджушрі вважався засновник школи Гелуг Чже Цонкап (1357-1419).
Центром поклоніння Манджушрі в Китаї вважається гора Утайшань.
Втіленням Манджушрі вважав себе Нурхаці (1559-1626), засновник чжурчженської династії Пізня Цзінь, яка згодом була перейменована в Цін. З цим фактом пов'язана одна з версій зміни етноніма: чжурчжені стали називати себе манчжурами.
В японській традиції Манджушрі відомий під ім'ям Мондзю (яп. 文殊, Monju).

## Мантра
Мантра, яка зазвичай асоціюється з Манджушрі, є такою:
oṃ arapacana dhīḥ
ОМ Ах-РА-ПА-ЦА-НА-ДХІх

## Ворожіння Мо
З культом Манджушрі пов'язана тибетська практика ворожіння з мантрою oṃ arapacana dhīḥ, вирізьбленою на кубиках, подібно до гральних кісток.

## Галерея

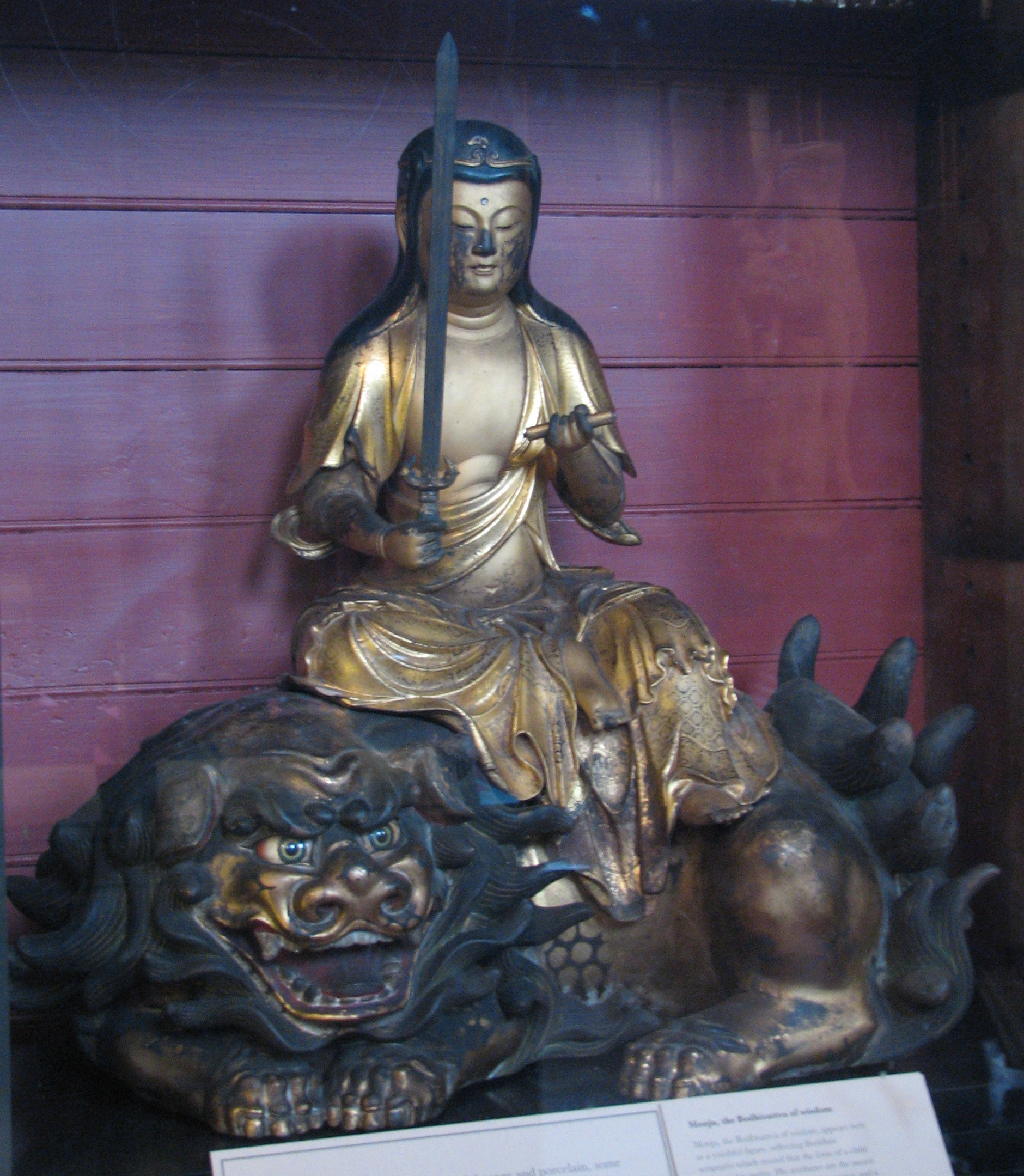
Бронзова скульптура бодгісатви Манджушрі, Японія, Британський музей
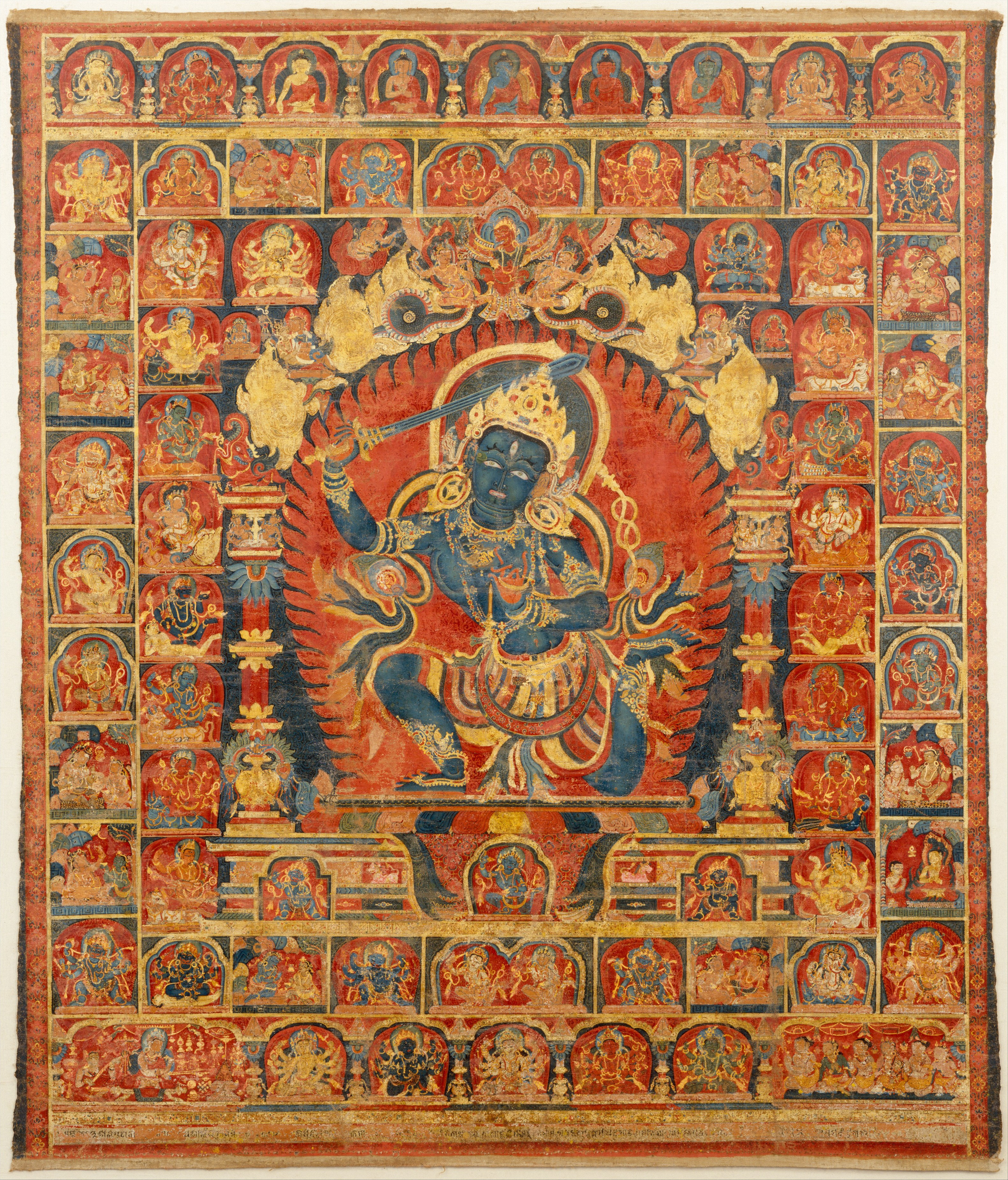
Акала (буквально, "нерухомий") - гнівний вияв Манджушрі, тиснення з золотом на тканині (Непал, долина Катманду, ранній період Малла).
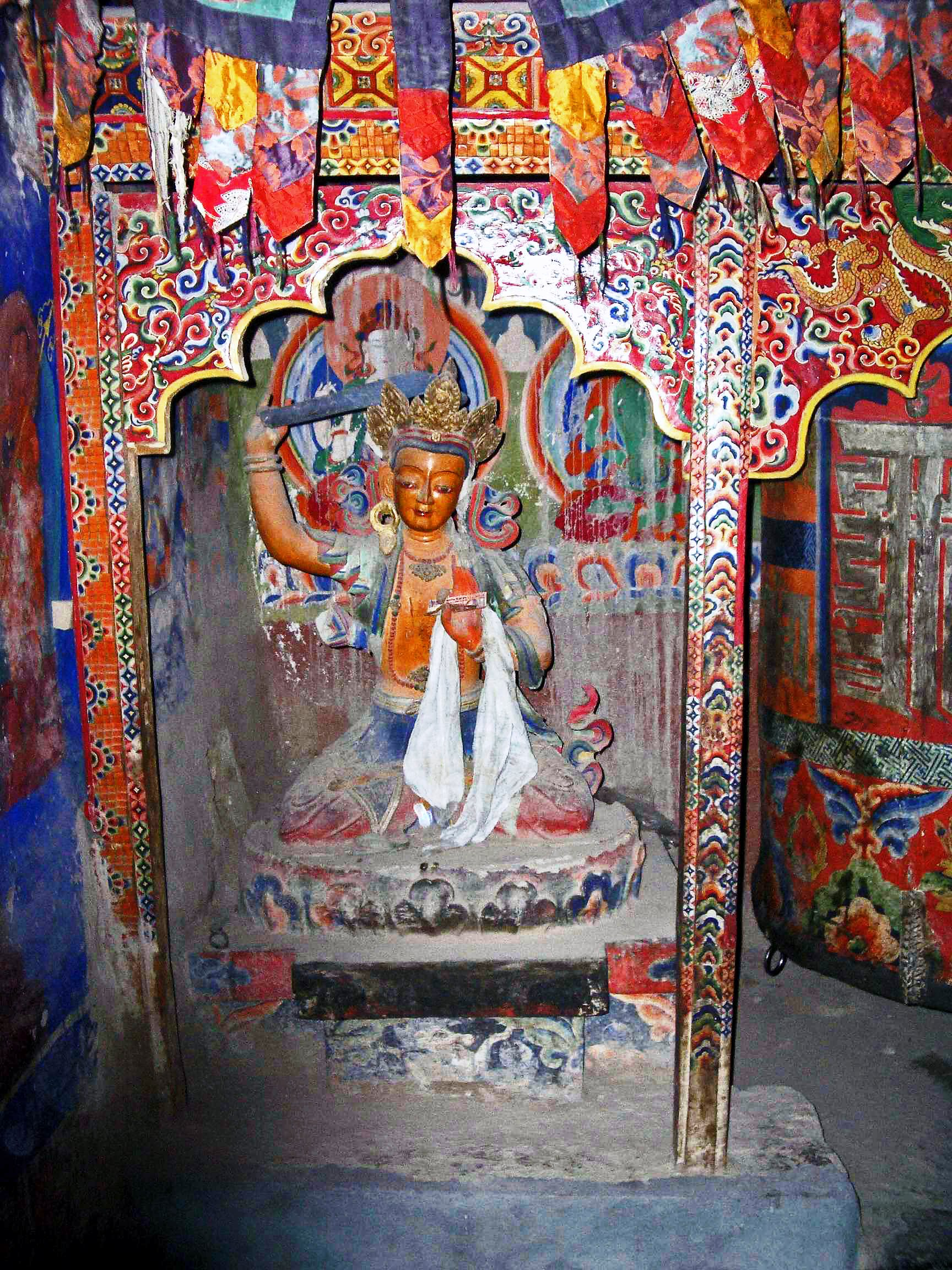
Lalung Гомпа Манджушрі статуя
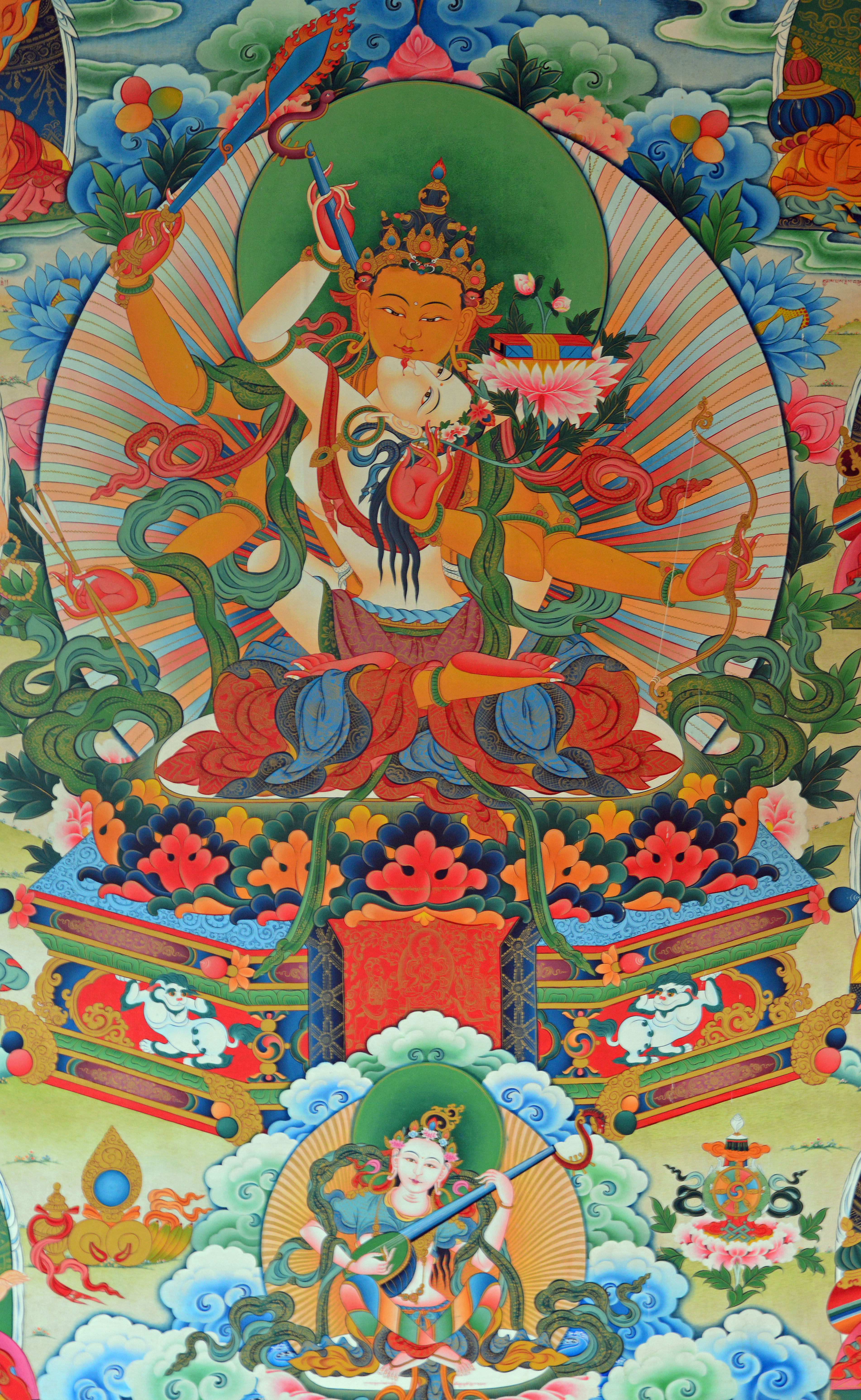
Фреска, Манджушрі в єднанні з Сарасваті, Namdroling монастир
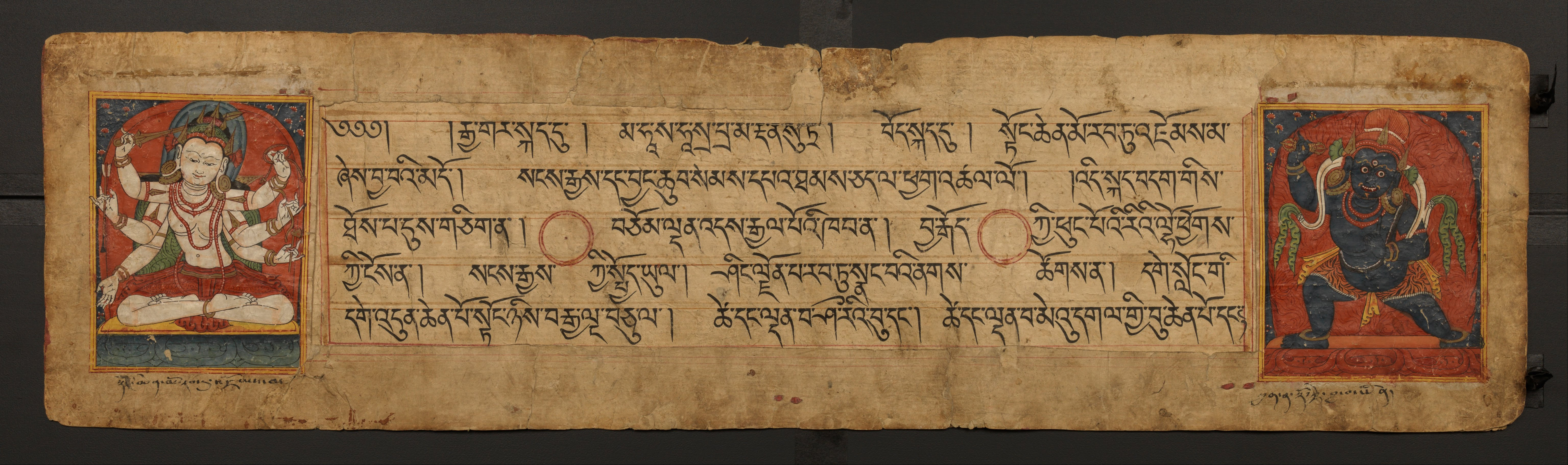
Сторінка манускрипту із зображенням Ваджрапані & Манджушрі (Google Art Project)
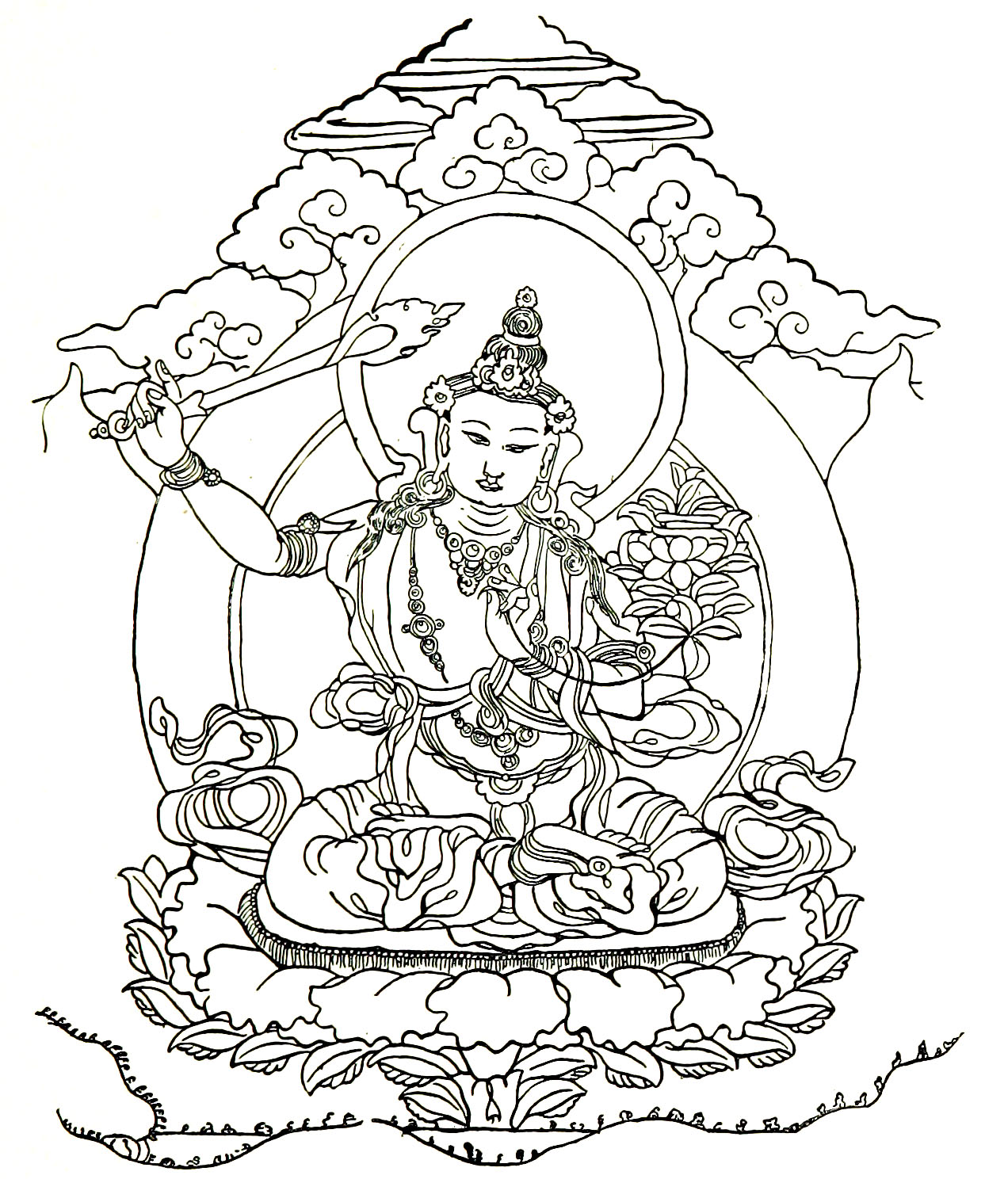
Малюнок Манджушрі, Бодхісаттви Мудрості
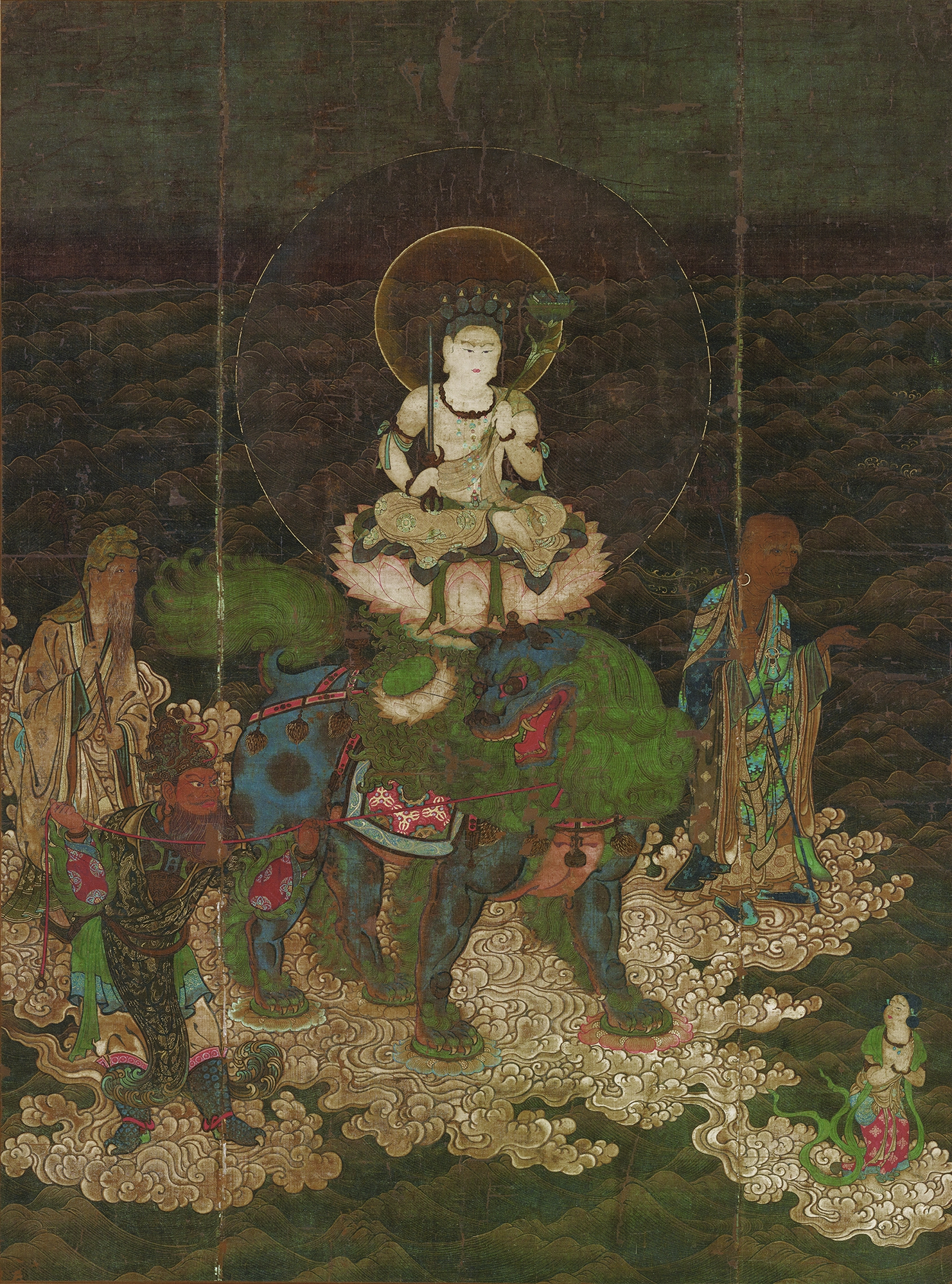
Манджушрі, перетинає море (Японія)